# Khalid bin Abdul Aziz
Khalid bin Abdul Aziz, född 13 februari 1913 i Riyadh, död 13 juni 1982 i Taif, var Saudiarabiens kung från 1975 till sin död. Khalid var vice premiärminister 1962–1975, och tronarvinge från 1965. Han tog över tronen sedan hans halvbror kung Faisal dödats i ett attentat i mars 1975. Samtidigt var han Saudiarabiens premiärminister 1975–1982. Han avled i cancer i juni 1982, och halvbrodern Fahd bin Abdul Aziz blev regent.